# Message to Man
Message to Man (em russo: Послание к Человеку) é um festival de cinema internacional, de caráter competitivo, para documentários (de curta ou longa-metragem) e curtas-metragens de ficção, de animação e experimentais. O festival se realiza anualmente em São Petersburgo, Rússia.
A primeira edição do festival aconteceu em janeiro de 1989, na URSS, como bienal do documentário, o festival passou a ser anual a partir de  1994, quando foram incluídas as categorias de curtas-metragens de ficção e de animação. 

## História
O festival foi criado na antiga URSS, em 1988, como um festival bienal de documentários. Desde 1993, passou a ser realizado anualmente. A partir de 1994, foram incluídos também curtas-metragens de ficção e de animação. 
Message to Man é um evento credenciado pela Federação Internacional de Associações de Produtores Cinematográficos (FIAPF).

## Premiação
Vários júris atuam durante o festival, para as diferentes categorias.
O Júri Internacional seleciona o filme ganhador do Grande Prêmio do Festival e indica também os vencedores das seguintes categorias:
- Melhor documentário de longa-metragem
- Melhor documentário curta-metragem
- Melhor animação
- Melhor ficção curta
- Melhor filme de estréia

O júri da Competição Experimental atribui o prêmio de Melhor curta experimental.
O júri da Competição Nacional atribui prêmio de Melhor filme nacional e o Prêmio Especial do Júri da Competição Nacional.